# Jacqueline McKenzie
Jacqueline Susan McKenzie (Sydney, 1967. október 24. –) ausztrál színésznő.
Leginkább a 4400 című sci-fi sorozatból, Diana Skouris szerepében ismert. Eleinte ausztrál filmekben, tévéműsorokban és színházi darabokban tűnt fel. Az amerikai zöld kártya 2001-es megszerzése után a tengerentúli produkciókban is szerepelt.

## Magánélete
Daniel Pollock ausztrál színész jegyese volt, aki 1992-ben öngyilkosságot követett el.

## Filmográfia

### Film
| Év   | Magyar cím                        | Eredeti cím                            | Szerep                  | Magyar hang         |
| ---- | --------------------------------- | -------------------------------------- | ----------------------- | ------------------- |
| 1987 |                                   | Wordplay                               | Pandora Imogene Lesley  |                     |
| 1992 | Romper Stomper                    | Romper Stomper                         | Gabe                    | Bíró Kriszta        |
| 1993 |                                   | This Won't Hurt a Bit                  | Vanessa Prescott        |                     |
| 1994 |                                   | Talk                                   | lány                    |                     |
| 1994 |                                   | Traps                                  | Viola                   |                     |
| 1995 |                                   | Roses Are Red (rövidfilm)              | Joy                     |                     |
| 1995 | Angel Baby                        | Angel Baby                             | Kate                    | Majsai-Nyilas Tünde |
| 1996 | Veszélyes fegyenc                 | Mr. Reliable                           | Beryl Muddle            | Kiss Erika          |
| 1997 |                                   | A Cut in the Rates (rövidfilm)         | ismeretlen szerep       |                     |
| 1997 |                                   | Under the Lighthouse Dancing           | Emma                    |                     |
| 1998 |                                   | Love from Ground Zero                  | Samantha                |                     |
| 1999 | Háborgó mélység                   | Deep Blue Sea                          | Janice Higgins          | Botos Éva           |
| 1999 |                                   | Freak Weather                          | Penny                   |                     |
| 2000 |                                   | Eisenstein                             | Pera                    |                     |
| 2001 | Kiss Kiss (Bang Bang)             | Kiss Kiss (Bang Bang)                  | Sherry                  | Roatis Andrea       |
| 2002 | Vagány nők klubja                 | Divine Secrets of the Ya-Ya Sisterhood | Teensy Whitman fiatalon |                     |
| 2003 |                                   | Preservation                           | Daphne                  |                     |
| 2004 | Titkos vágyak hamvas gyümölcse    | Peaches                                | Jude                    |                     |
| 2004 | Emberi érintés                    | Human Touch                            | Anna                    |                     |
| 2006 |                                   | Opal Dream                             | Annie Williamson        |                     |
| 2010 |                                   | Beneath Hill 60                        | Emma Waddell            |                     |
| 2014 |                                   | Fell                                   | Rachel                  |                     |
| 2014 | Akihez beszél a föld              | The Water Diviner                      | Eliza Connor            | Ruttkay Laura       |
| 2015 |                                   | Force of Destiny                       | Hannah                  |                     |
| 2017 | Ne mondd el!                      | Don't Tell                             | Jean Dalton             |                     |
| 2017 |                                   | Three Summers                          | Wellborn professzor     |                     |
| 2018 |                                   | The Gateway                            | Jane Chandler           |                     |
| 2018 |                                   | Occupation                             | Grant ezredes           |                     |
| 2018 |                                   | Harmony                                | Beth Miller             |                     |
| 2019 |                                   | Palm Beach                             | Bridget                 |                     |
| 2019 | Miss Fisher és a könnyek kriptája | Miss Fisher and the Crypt of Tears     | Lady Eleanor Lofthouse  | Roatis Andrea       |
| 2021 | Eleven kór                        | Malignant                              | Dr. Florence Weaver     | Kovács Nóra         |
| 2021 |                                   | Ruby's Choice                          | Sharon                  |                     |
| 2022 | Pókerarc                          | Poker Face                             | Dr. Shaw                |                     |
| 2023 |                                   | The Convert                            | Charlotte               |                     |
| 2024 | A természet ereje – Aszály 2.     | Force of Nature: The Dry 2             | Carmen Cooper           | Kisfalvi Krisztina  |

### Televízió
| Év        | Magyar cím              | Eredeti cím                                                | Szerep                        | Megjegyzések                               |
| --------- | ----------------------- | ---------------------------------------------------------- | ----------------------------- | ------------------------------------------ |
| 1987      |                         | The Riddle of the Stinson                                  | Usherelle                     | tévéfilm                                   |
| 1988      |                         | All the Way                                                | Penelope Seymour              | minisorozat (3 epizód)                     |
| 1992      |                         | A Country Practice                                         | Meredith Hendrix              | 2 epizód                                   |
| 1993      |                         | Stark                                                      | Rachel                        | minisorozat (3 epizód)                     |
| 1994      |                         | The Battlers                                               | Dancy Smith                   | minisorozat                                |
| 1995      | Doktor Halifax          | Halifax f.p.                                               | Sharon Sinclair               | 1 epizód                                   |
| 1997      |                         | Kangaroo Palace                                            | Catherine Macaleese           | minisorozat (2 epizód)                     |
| 1997      |                         | The Devil Game                                             | Frankie Smith                 | tévéfilm                                   |
| 1999      |                         | Hey Hey It's Saturday                                      | önmaga                        | 1 epizód                                   |
| 1999–2001 |                         | The Panel                                                  | önmaga                        | epizód                                     |
| 2000      | Veszélyes jövő          | On the Beach                                               | Mary Davidson Holmes          | - tévéfilm - magyar hangja: - Szénási Kata |
| 2001      | Billie kontra Bobby     | When Billie Beat Bobby                                     | Margaret Court                | tévéfilm                                   |
| 2004–2007 | 4400                    | The 4400                                                   | Diana Skouris                 | főszereplő (44 epizód)                     |
| 2006–2009 |                         | 20 to 1                                                    | önmaga                        | 6 epizód                                   |
| 2006      |                         | Nightmares & Dreamscapes: From the Stories of Stephen King | Linda Landry / Gloria Demmick | minisorozat (1 epizód)                     |
| 2006      | Túlvilági történetek    | Two Twisted                                                | Sarah Carmody                 | minisorozat (1 epizód)                     |
| 2007      | Nyomtalanul             | Without a Trace                                            | Patricia Mills                | 1 epizód                                   |
| 2008      | Hülyeség nem akadály    | Stupid, Stupid Man                                         | Jane                          | 1 epizód                                   |
| 2009      | Észvesztő               | Mental                                                     | Dr. Veronica Hayden-Jones     | főszereplő (13 epizód)                     |
| 2010      | NCIS: Los Angeles       | NCIS: Los Angeles                                          | Amy Taylor                    | 1 epizód                                   |
| 2010      | Hawaii Five-0           | Hawaii Five-0                                              | Sarah Reeves                  | 1 epizód                                   |
| 2012      | Született feleségek     | Desperate Housewives                                       | Alexandra                     | 1 epizód                                   |
| 2012      | CSI: Miami helyszínelők | CSI: Miami                                                 | Meredith Ramsay               | 1 epizód                                   |
| 2012      | Veszett ügyek           | Rake                                                       | Alannah Alford                | 1 epizód                                   |
| 2015      |                         | Hiding                                                     | Ferdine Lamay                 | főszereplő (8 epizód)                      |
| 2015      |                         | Love Child                                                 | Mrs. Maguire                  | 2 epizód                                   |
| 2018      |                         | Romper Stomper                                             | Gabrielle 'Gabe' Jordan       | minisorozat (6 epizód)                     |
| 2018      |                         | Safe Harbour                                               | Helen                         | minisorozat (4 epizód)                     |
| 2018      |                         | Pine Gap                                                   | Kath Sinclair                 | minisorozat (6 epizód)                     |
| 2019      |                         | Studio 10                                                  | önmaga                        | 1 epizód                                   |
| 2019      |                         | The Living Room                                            | önmaga                        | 1 epizód                                   |
| 2019–2020 |                         | Reckoning                                                  | Linda Swan                    | minisorozat (3 epizód)                     |
| 2020      | Virágzás                | Bloom                                                      | Anne Carter                   | 2. évad (6 epizód)                         |
| 2020      |                         | Halifax: Retribution                                       | Sharon Sinclair               | minisorozat (1 epizód)                     |
| 2020      | 10. AACTA-gála          | 10th AACTA Awards                                          | önmaga                        | különkiadás                                |
| 2021      |                         | Alantown                                                   | Mary Magdalene                | 1 epizód                                   |
| 2022      |                         | Savage River                                               | Colleen                       | 6 epizód                                   |
| 2022      |                         | Significant Others                                         | Sarah                         | 6 epizód                                   |
| 2022      | 12. AACTA-gála          | 12th AACTA Awards                                          | önmaga                        | különkiadás                                |
| 2024      |                         | The Project                                                | önmaga                        | 1 epizód                                   |
| 2024      | Élete a halál           | My Life Is Murder                                          | Iris                          | 2 epizód                                   |
| 2024      |                         | Mix Tape                                                   | Sheila                        |                                            |